# 吉安府

江西省の吉安府の位置（1820年）

吉安府（きつあんふ）は、中国にかつて存在した府。元末から民国初年にかけて、現在の江西省吉安市一帯に設置された。

## 概要
1362年、朱元璋により吉安路が吉安府と改められた。明のとき、吉安府は江西省に属し、廬陵・泰和・吉水・永豊・安福・竜泉・万安・永新・永寧の9県を管轄した。
清のとき、吉安府は江西省に属し、廬陵・泰和・吉水・永豊・安福・竜泉・万安・永新・永寧・蓮花庁の1庁9県を管轄した。
1913年、中華民国により吉安府は廃止された。